# クモザル科
クモザル科（クモザルか、Atelidae）は、哺乳綱霊長目に分類される科。
本科は、一般的なサイズのサルの仲間であるホエザル、クモザル、ウーリーモンキーなどからなる。メキシコからアルゼンチン北部に及ぶ中央および南アメリカの森林地帯に広く分布する。
本科を構成するサルは、かつてはオマキザル類とともに Cebidae（オマキザル科）に含められていた。逆に、マーモセット類は、Cebidae の他のサルたちとは別に、Callitrichidae （マーモセット科）として1科をなしていた。

## 形態
本科に属するサルは、頭胴長34-72cmと、そのサイズは小型から中型に及び、グループのメンバーとして、最大のホエザル類から最小のクモザル類までを含む。長くておおむね無毛の尾には、下側部に敏感な触覚パッドがあり、物をつかむことができる。すみかとする木々の間を移動する際、この尾はしばしば「5本目の足」として用いられる。また、前後肢の指先に平爪をもち、これによって木に登ることができる。クモザル類の前肢は物を掴むのではなく、木にぶら下がるだけなので親指が退化している。ほとんどの種は、主に暗褐色・灰色または黒色の体毛をもつが、薄い毛色の模様をもつものもある。歯式は 2.1.3.3/2.1.3.3。

## 分類

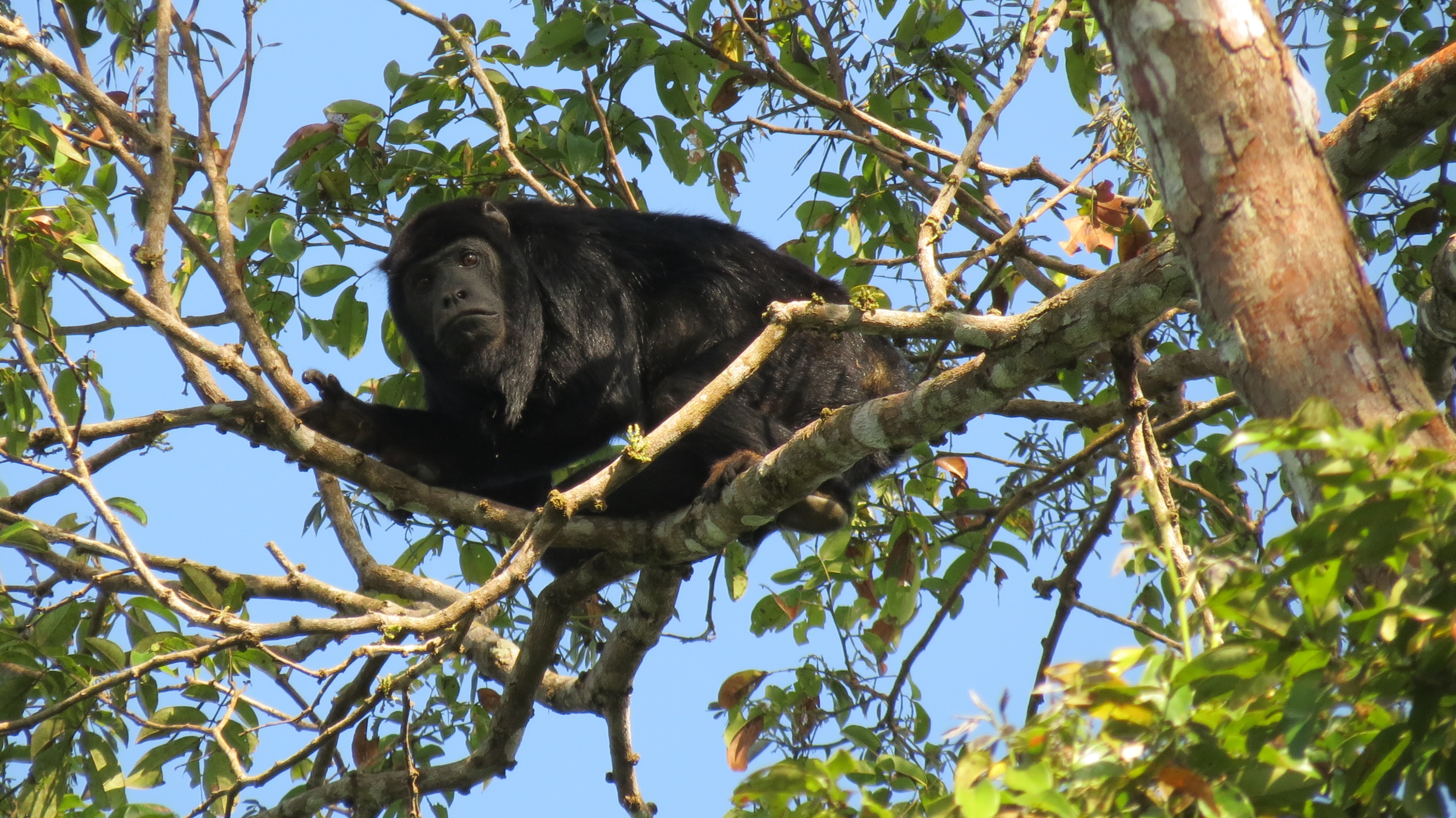
アカテホエザル
A. belzebul

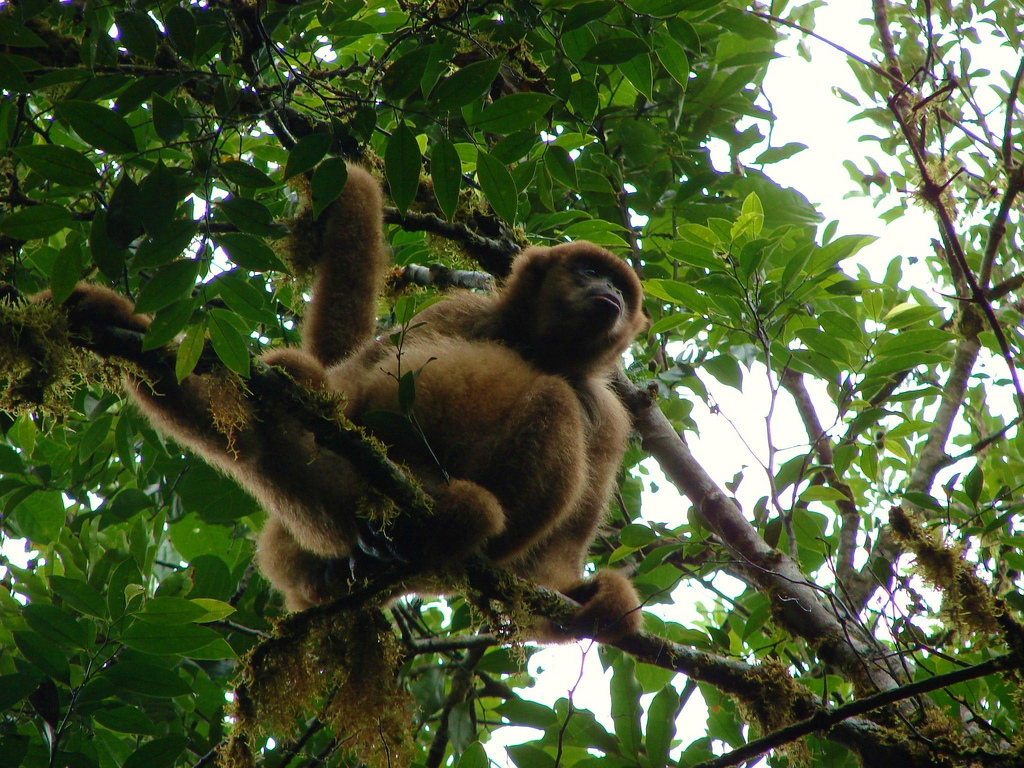
ミナミムリキ
B. arachnoides

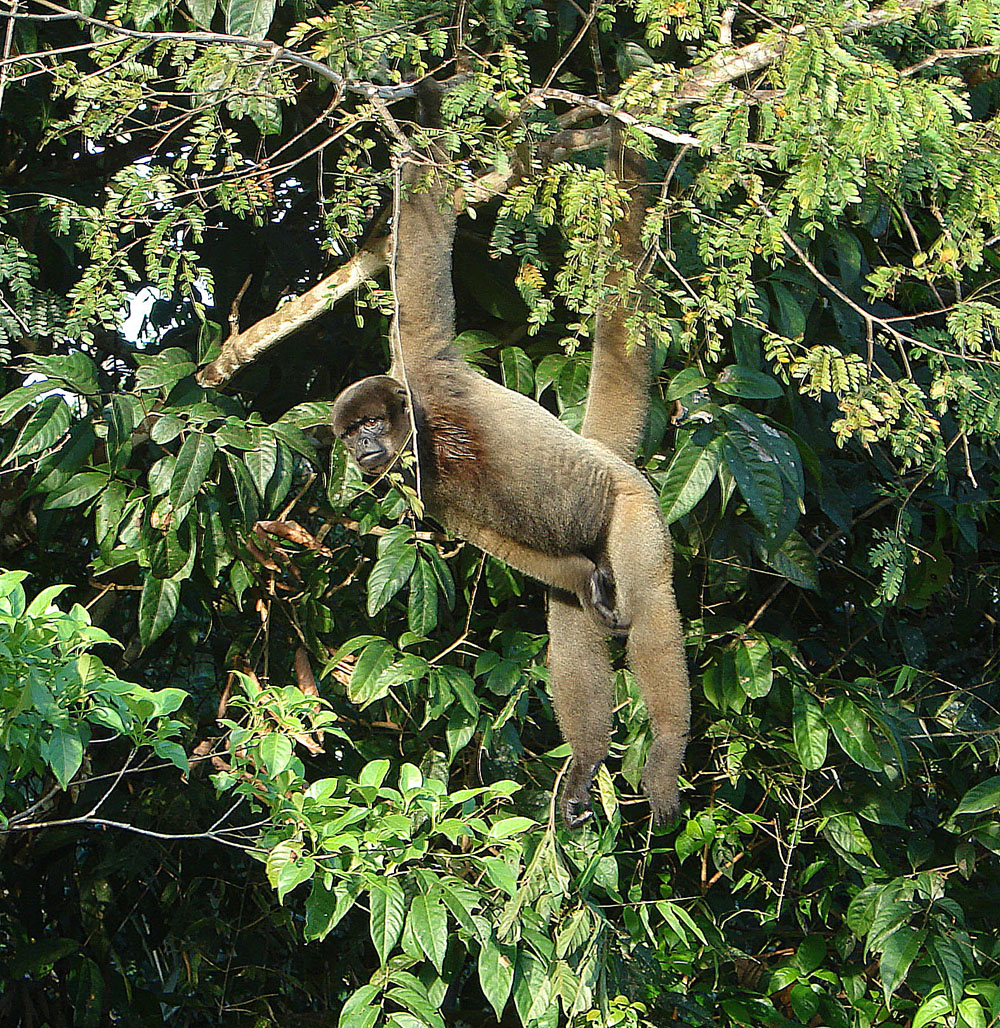
フンボルトウーリーモンキー
L. lagotricha

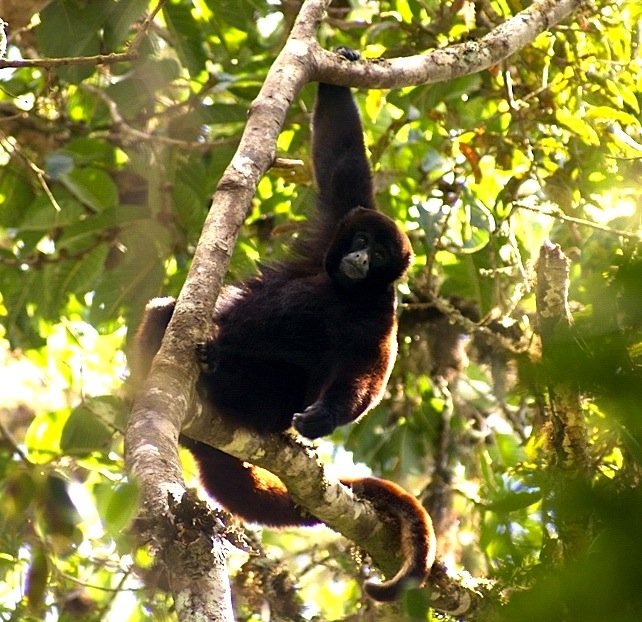
ヘンディウーリーモンキー
O. flavicauda

以下の現生種の分類・和名・英名は、日本モンキーセンター霊長類和名編纂ワーキンググループ(2018)に従う。
- ホエザル亜科 Alouattinae
  - ホエザル属 Alouatta
    - Alouatta arctoidea クマホエザル Ursine howler monkey
    - Alouatta belzebul アカテホエザル Red-handed howler monkey
    - Alouatta caraya クロホエザル Black howler monkey
    - Alouatta discolor スピックスアカテホエザル Spix's red-handed howler monkey
    - Alouatta guariba カッショクホエザル Brown howler monkey
    - Alouatta macconnelli ガイアナアカホエザル Guyanan red-handed howler monkey
    - Alouatta nigerrima アマゾンクロホエザル Amazon black howler monkey
    - Alouatta palliata マントホエザル Mantled howler monkey
    - Alouatta pigra ユカタンクロホエザル Yucatan black howler monkey
    - Alouatta sara ボリビアアカテホエザル Bolivian red howler monkey
    - Alouatta seniculus アカホエザル Colombian red howler monkey
    - Alouatta ululata マラニョンアカテホエザル Maranhão red-handed howler monkey

- クモザル亜科 Atelinae
  - クモザル属 Ateles
    - Ateles belzebuth ケナガクモザル White-bellied spider monkey
    - Ateles chamek ペルークロクモザル Peruvian spider monkey
    - Ateles fusciceps コロンビアクロクモザル Brown-headed spider monkey
    - Ateles geoffroyi ジェフロイクモザル Geoffroy's spider monkey
    - Ateles hybridus ブラウンケナガクモザル Variegated spider monkey
    - Ateles marginatus ホオジロクモザル White-cheeked spider monkey
    - Ateles paniscus アカガオクロクモザル Red-faced black spider monkey

  - ウーリークモザル属 Brachyteles
    - Brachyteles arachnoides ミナミムリキ Southern muriqui
    - Brachyteles hypoxanthus キタムリキ Northern muriqui

  - ウーリーモンキー属 Lagothrix
    - Lagothrix cana ハイイロウーリーモンキー Geoffroy's woolly monkey
    - Lagothrix lagotricha フンボルトウーリーモンキー Humboldt's woolly monkey
    - Lagothrix lugens コロンビアウーリーモンキー Colombian woolly monkey
    - Lagothrix poeppigii アカウーリーモンキー Red woolly monkey

  - ヘンディウーリーモンキー属 Oreonax
    - Oreonax flavicauda ヘンディーウーリーモンキー Yellow-tailed woolly monkey

## 生態
樹上性かつ昼行性であり、ほとんどの種の分布は熱帯雨林に限られるが、ホエザル類の一部は、より乾燥した森林地帯や、木々のあるサバナに棲む。主に果実と木の葉を食物とするが、とりわけ小型の種は、小さな昆虫を食べることもある。
メスは180-225日の妊娠期を経て1頭の（まれに2頭の）子どもを生む。ほとんどの種では、メスは1-3年に1度出産し、季節による産子数の差は、ほとんど、あるいはまったくないと思われる。
本科のサルは典型的な群居性動物であり、種によって異なるが、25頭までの成獣を含む群れをなして暮らす。ホエザル類で通例見られるように、群れが比較的小さい場合は、複数のメスからなる「ハーレム」を単独のオスが独占するが、大きな群れには、明確な順位をもつ複数のオスが含まれる。